# 巴勒斯坦民族权力机构主席
巴勒斯坦民族权力机构主席是巴勒斯坦的国家元首，巴勒斯坦民族权力机构在1996年1月20日成立以后设立的职务，由巴勒斯坦领土的人民选举产生。主席負責領導巴勒斯坦民族权力机构，並提名巴勒斯坦总理，但必須經過巴勒斯坦立法委员会行使同意權。主席缺位時，由巴勒斯坦立法委员会主席代理。2009年至今，出现法塔赫和哈马斯两个主席并立的局面。
巴勒斯坦民族权力机构首脑的名词是阿拉伯语ra'is（或称“头”，在中文中一般译作“主席”，在英语中有两种翻译法。以色列资料一般翻译为“Chairman”（主席），美国一般同以色列。而巴勒斯坦文件译为“President”（总统/主席），联合国使用这个词汇）。

## 列表
| #     | 名字            | 图片 | 生卒       | 就任           | 卸任           | 任期      | 政党   |
| ----- | --------------- | ---- | ---------- | -------------- | -------------- | --------- | ------ |
| 1     | 亚西尔·阿拉法特 |      | 1929－2004 | 1994年7月5日   | 2004年11月11日 | 10年129天 | 法塔赫 |
| －    | 劳希·法图赫     |      | 1949－     | 2004年11月11日 | 2005年1月15日  | 65天      | 法塔赫 |
| 2     | 马哈茂德·阿巴斯 |      | 1935－     | 2005年5月8日   | 现任           | 20年42天  | 法塔赫 |
| （2） | 阿齐兹·杜维克   |      | 1950－     | 2009年1月15日  | 2014年6月2日   | 5年138天  | 哈馬斯 |
| （2） | 阿齐兹·杜维克   |      | 1950－     | 2016年10月19日 | 现任           | 8年130天  | 哈馬斯 |